# Sadriddin Ajni
Sadriddin Ajni (ur. 27 kwietnia 1878 w Soktari (obecnie w wilajecie bucharskim), zm. 15 lipca 1954 w Duszanbe) – tadżycki i uzbecki pisarz, historyk i językoznawca. Bohater Tadżykistanu (pośmiertnie).
W 1951 został prezesem Akademii Nauk Tadżyckiej SRR, był twórcą i głównym przedstawicielem tadżyckiej literatury, pisał również w języku uzbeckim. Jest autorem pierwszych tadżyckich powieści historycznych  - Dochunda (1930), Niewolnicy (1934, wyd. pol. 1953), wspomnień Joddoszto (t. 1-4 1949-1954, pol. wyd. fragmentów pt. Buchara (1950). Tworzył również poezje, pisał prace z zakresu literatury, historii i językoznawstwa, w 1925 wydał antologię tadżyckiej literatury. Był deputowanym do Rady Najwyższej ZSRR. Został odznaczony trzema Orderami Lenina.